# M/S Sydfart

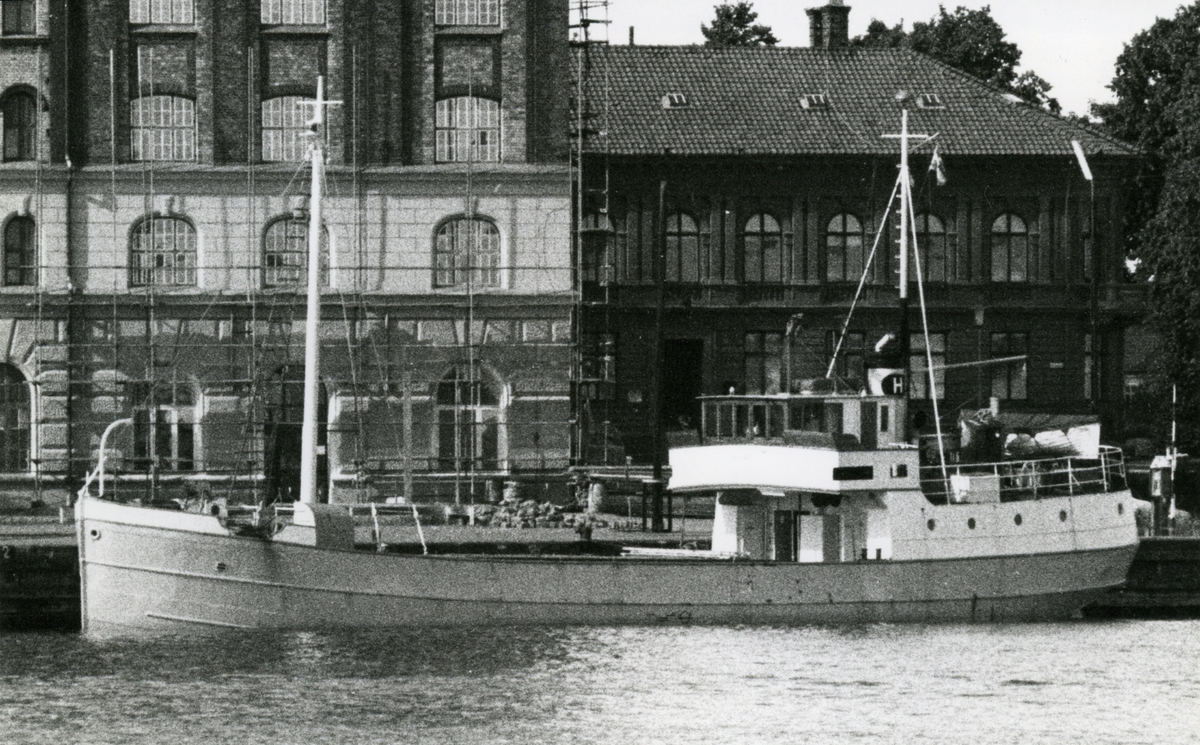
M/S Sydfart i Kalmar 1977

M/S Sydfart är ett svenskt k-märkt lastfartyg.
M/S Sydfart byggdes på Thorskogs Mekaniska Verkstad i Lilla Edet  1879 för skeppsredaren Gustav Silvén i Säffle och fick namnet Olof Trätälja.  Silvén sålde henne till Billeruds bruk, i vars tjänst hon seglade till 1965. Sven Larry Hansson (1928-2012) och sonen Peter Hansson, Rederi A/B Sydfart I Degerhamn köpte henne 1977, döpte om henne till Sydfart, varefter de seglade henne i fraktfart under 35 år till april 2012 med hemmahamn i Grönhögen.
Hon k-märktes 2013.
Hon ägs idag av en grupp entusiaster och har döpts om till sitt ursprungsnamn Olof Trätälja.